# Ständchen
Ständchen is het Duitse woord voor serenade; een lied dat bedoeld is voor een geliefde. Er zijn verschillende liederen gecomponeerd met deze titel, waaronder
- "Ständchen" WAB 84, door Anton Bruckner
- "Vergebliches Ständchen", Op.84 No.4, door Johannes Brahms
- "Ständchen", verschillende liederen van Franz Schubert
- "Ständchen", door Richard Strauss